# Marc Lais
Marc Lais (* 4. Februar 1991 in Freiburg im Breisgau) ist ein deutscher Fußballspieler. Er stand zuletzt beim SV Wehen Wiesbaden unter Vertrag.

## Karriere

### Im Verein
Lais begann seine Karriere in der Jugend des SV Au-Wittnau. Bei einer DFB-Talentsichtung wurde er in die Jugendauswahl des DFB berufen und wurde dort von Talentscouts des SC Freiburg gesichtet. Er wechselte daraufhin in die D-Jugend (U-13) der Freiburger und durchlief bis einschließlich der A-Jugend (U-19), mit der er 2009 DFB-Junioren-Pokal-Sieger wurde, alle Jugendmannschaften. Von 2008 bis 2009 besuchte er die Max Weber-Schule in Freiburg.
In seinem letzten Jugendjahr wurde Lais in der Rückrunde teilweise in der zweiten Mannschaft des SC Freiburg in der viertklassigen Regionalliga Süd eingesetzt. Sein Debüt im Seniorenbereich gab er am 27. April 2010, als er bei der 2:1-Niederlage gegen die Stuttgarter Kickers in der 76. Spielminute für Simon Brandstetter eingewechselt wurde. Zur Saison 2010/11 rückte er fest in den Kader der zweiten Mannschaft auf und wurde zum Stammspieler. Am 28. November 2012 absolvierte er sein Debüt in der Bundesliga. Er wurde bei der 0:2-Heimniederlage seines Teams gegen den FC Bayern München in der 82. Spielminute für Cédric Makiadi eingewechselt.
Zur Saison 2013/14 wurde Lais für ein Jahr an den Zweitligisten SV Sandhausen ausgeliehen. Nachdem er in der Hinrunde zu keinem Einsatz im Profikader gekommen war, wurde sein Leihvertrag bei Sandhausen in der Winterpause wieder aufgelöst. Stattdessen verpflichtete ihn der Drittligist Chemnitzer FC für die Rückrunde der laufenden Saison auf Leihbasis. Nach der Saison wurde Lais fest verpflichtet; er unterschrieb einen Vertrag bis zum 30. Juni 2016.
Zur Saison 2015/16 wechselte Lais zum SSV Jahn Regensburg, bei dem er einen bis 2017 laufenden Vertrag unterzeichnete. Mit Jahn Regensburg stieg er aus der Regionalliga zunächst in die 3. und dann in die 2. Liga auf, wobei er im Hin- und im Rückspiel der Relegation gegen 1860 München jeweils einen Treffer erzielte. Mitte August 2020 wechselte er zum SV Wehen Wiesbaden, der zur Saison 2020/21 in die 3. Liga abgestiegen war, und unterschrieb dort einen Vertrag bis Sommer 2022. Nach 28 Einsätzen in der Liga und zwei im DFB-Pokal in seiner ersten Saison beim SVWW wurde er im zweiten Jahr überhaupt nicht mehr eingesetzt und verließ den Verein nach Ablauf seines Vertrags.

### Nationalmannschaft
Lais spielte zwischen März und April 2009 zwei Mal für die deutsche U-18-Nationalmannschaft.

## Titel und Erfolge
- DFB-Junioren-Pokal-Sieger 2009 mit dem SC Freiburg
- Aufstieg in die 3. Liga 2016 mit Jahn Regensburg
- Aufstieg in die 2. Fußball-Bundesliga 2017 mit dem SSV Jahn Regensburg